# Cargill Gilston Knott

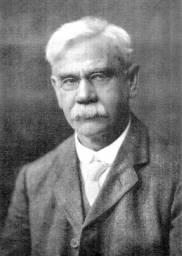
Cargill Gilston Knott

Cargill Gilston Knott (* 30. Juni 1856 in Penicuik; † 26. Oktober 1922 in Edinburgh) war ein schottischer Physiker und angewandter Mathematiker und Pionier der Seismologie.

## Leben und Wirken
Knott studierte Physik an der University of Edinburgh und wurde 1879 promoviert. Danach war er dort Assistent und ab 1883 Professor an der Universität Tokio auf Empfehlung von Lord Kelvin. Dort war ein Programm für den Bau von Leuchttürmen im Gang (durch den schottischen Ingenieur Richard Henry Brunton), die erdbebensicher sein mussten. Aus diesem Grund wurden ausländische Wissenschaftler eingeladen, die Erdbeben erforschen sollten und einen Seismographen konstruierten, darunter der Physiker James Alfred Ewing, der Ingenieur Thomas Lomar Gray (1850–1908) und der Geologe John Milne (1850–1913). 1883 stieß Knott als Nachfolger des nach Großbritannien zurückkehrenden Ewing dazu. Knott lehrte Mathematik und Physik und baute mit Milne und Gray sowie dem Japaner Fusakichi Omori ein Netz von Seismographen auf. Knott wandte die Fourieranalyse auf die Bearbeitung der Seismographendaten an und unternahm eine geomagnetische Kartierung von Japan mit dem Geophysiker Tanakadate Aikitsu. 1885 heiratete er Mary Dixon. 1891 kehrte er nach Edinburgh zurück, wo er Reader für angewandte Mathematik an der Universität wurde.
In der Seismologie ist er auch für Gleichungen bekannt, die die Reflexion von seismischen Wellen an Gesteinsschichten beschreiben (1899).
Er baute auch die Theorie der Quaternionen aus, die sein Lehrer Peter Guthrie Tait propagierte. Damals galt sie als vielversprechende Alternative zum Vektorkalkül, das sich dann aber durchsetzte. Er schrieb eine Biographie von Tait für dessen Gesammelte Werke und gab einen Gedenkband zum 300. Geburtstag von John Napier heraus.
Er war Fellow der Royal Society (1920) und der Royal Society of Edinburgh (1880) und Präsident der Scottish Meteorological Society (seit 1921 fusioniert mit der Royal Meteorological Society). 1891 erhielt er den Orden der Aufgehenden Sonne vom japanischen Kaiser.

## Schriften
- mit Philip Kelland, Peter Guthrie Tait: Introduction to Quaternions, Macmillan 1904
- The Physics of Earthquake Phenomena, Oxford: Clarendon Press 1908
- Physics, An Elementary Textbook, London 1913